# Тако (посёлок)
Тако (яп. 多古町 Тако-мати) — посёлок в Японии, находящийся в уезде Катори префектуры Тиба. Площадь посёлка составляет 72,68 км², население — 15 032 человека (1 августа 2014), плотность населения — 206,82 чел./км².

## Географическое положение
Посёлок расположен на острове Хонсю в префектуре Тиба региона Канто. С ним граничат города Соса, Катори, Нарита и посёлки Сибаяма, Йокосибахикари.

## Население
Население посёлка составляет 15 032 человека (1 августа 2014), а плотность — 206,82 чел./км². Изменение численности населения с 1980 по 2005 годы:
| 1980 | 17 133 чел. |  |
| 1985 | 17 429 чел. |  |
| 1990 | 17 683 чел. |  |
| 1995 | 18 201 чел. |  |
| 2000 | 17 603 чел. |  |
| 2005 | 16 950 чел. |  |

## Символика
Деревом посёлка считается камелия сасанква, цветком — гортензия.